# Bryan Gil
Bryan Gil Salvatierra (L'Hospitalet de Llobregat, 11 de fevereiro de 2001) é um futebolista espanhol que atua como ponta. Atualmente joga no Tottenham.

## Carreira

### Início
Nascido em L'Hospitalet de Llobregat, em Barcelona, Bryan e sua família se mudaram para Barbate quando ainda era muito criança. Sua história no futebol iniciou aos 4 anos no Barbate, jogando a Copa Diputación de Cádiz e devido a suas habilidades, sempre jogou uma categoria acima de sua idade.

### Sevilla

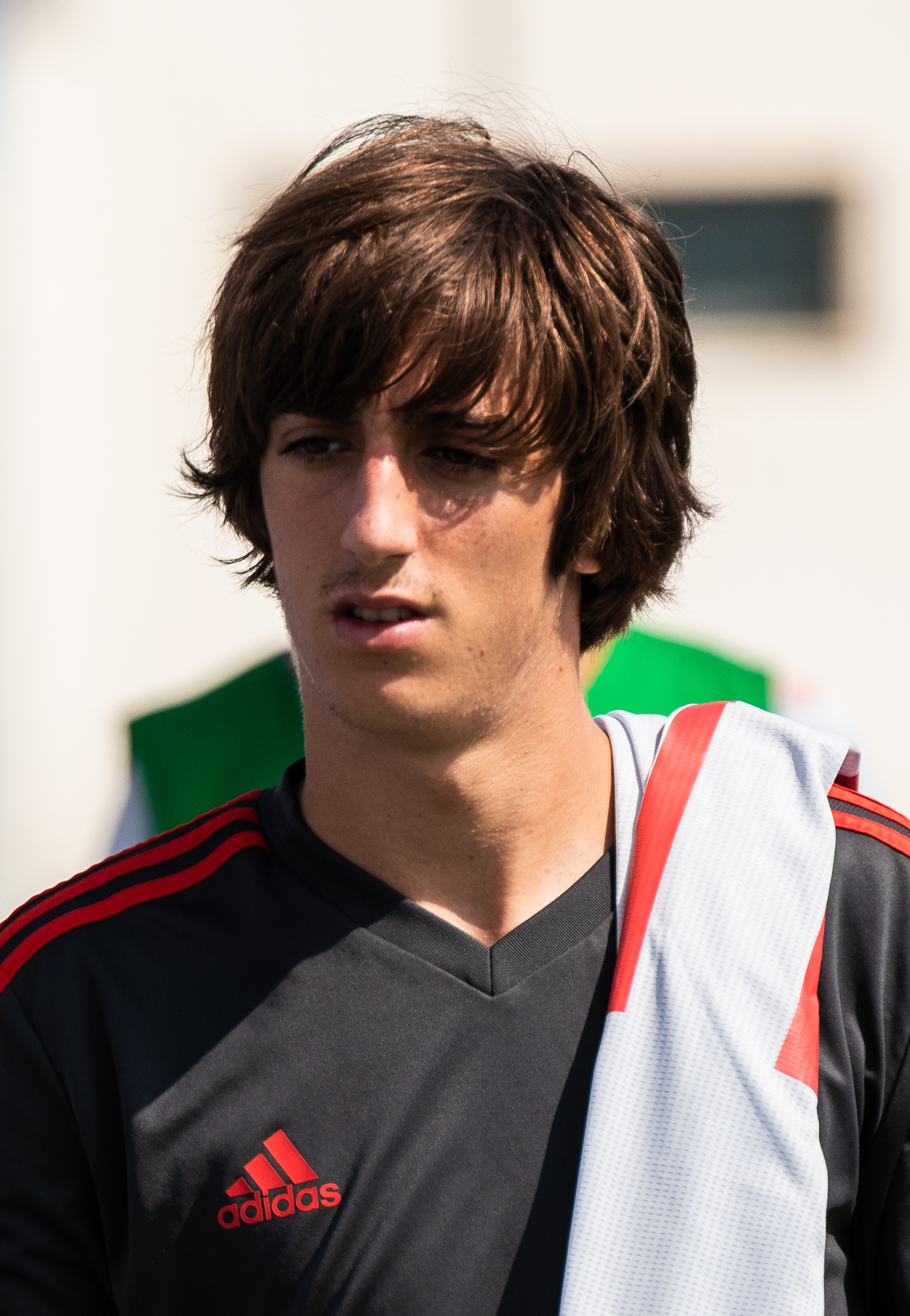
Gil em 2019.

Gil chegou ao Sevilla em 2012. Promovido ao time B antes da temporada 2018–19, ele fez sua estreia em 26 de agosto de 2018, começando em uma derrota em casa por 0–1 na Segunda Divisão B contra o UD Ibiza.
Gil marcou seu primeiro gol profissional em 8 de setembro de 2018, marcando um gol na vitória por 2–1 em casa contra o San Fernando CD. Em 12 de dezembro, já titular regular time B, renovou seu contrato até 2022. Em 23 de fevereiro de 2019, acabou recebendo um cartão vermelho direto na vitória por 2–1 sobre o Granada B, e dois companheiros de equipe também foram expulsos fora por discutir.
Gil fez sua estreia no time principal em 6 de janeiro de 2019, entrando no decorrer do jogo e substituindo Wissam Ben Yedder no empate de 1–1 contra o Atlético de Madrid, em casa. Gil fez mais dez partidas pelo Sevilla, todas saindo do banco de reservas, tendo marcado um gol em 25 de abril, fechando a vitória por 5–0 sobre o Rayo Vallecano no Estádio Ramón Sánchez Pizjuán. Com esse gol, Bryan foi primeiro jogador nascido no século XXI a marcar gols na La Liga.
Em 29 de novembro de 2019, Gil marcou seu primeiro gol nas competições europeias, tendo feito o 1.º gol do Sevilla na vitória por 2– 0 sobre o Qarabağ FK, na Liga Europa.

#### Empréstimo ao Leganés
No dia 31 de janeiro do ano seguinte, ele foi emprestado para o restante da temporada, ao lado do outro time da primeira divisão, o Leganés. Em 19 de julho de 2020, Gil marcou contra o Real Madrid em um empate em casa 2–2 no jogo da temporada, tendo o Leganés sido rebaixado.

#### Empréstimo ao Eibar
Em 5 de outubro de 2020, Gil foi emprestado ao Eibar, para a campanha de 2020–21, junto com seu colega de equipe Alejandro Pozo.

### Tottenham Hotspur
Gil assinou pelo Tottenham Hotspur no início da temporada 2021–22 em um acordo de troca parcial de taxas com o argentino Erik Lamela indo para o Sevilla. Sky Sports relatou a taxa inicial de 21,6 milhões de euros. Estreou-se pelo clube a 19 de Agosto de 2021 ao jogar na primeira mão da Liga Conferência Europa da UEFA de 2021–22, frente ao Paços de Ferreira de Ferreira, que terminou com uma derrota por 1–0. Após breve passagem pelo Valencia na temporada 2021-2022, retorna ao clube inglês para a temporada 2022-2023.

### Valência
Após atuar em 20 partidas pelo Tottenham e ter dificuldade em adaptar-se, em 31 de janeiro de 2021, Gil foi emprestado ao Valência até o fim da temporada 2021–22.
Fez sua estreia na vitória de 2–1 sobre o Cadiz, nas quartas de final da Copa del Rey.

## Seleção Espanhola

### Sub-21
Gil foi um dos convocados por Luís de la Fuente em 18 de março de 2022 para as primeiras rodadas das Eliminatórias para o Europeu Sub-21 de 2023, contra Lituânia e Eslováquia, nos dias 25 e 29 de março, respectivamente. Fez o quarto gol da goleada de 8–0 sobre a Lituânia, tendo sido o capitão da equipe na partida.

### Sub-23
Em 29 de junho de 2021, foi um dos convocados pelo técnico Luis de la Fuente para representar a Espanha nos Jogos Olímpicos de 2020, em Tóquio. A Espanha chegou às finais, porém acabou sendo derrotada pelo Brasil 2 a 1 e acabou ficou com a medalha de prata.

### Principal
Em março de 2021, Gil recebeu sua primeira convocação para a seleção espanhola para a fase de grupos das eliminatórias para a Copa do Mundo FIFA de 2022. Ele fez sua estreia em 25 de março de 2021 contra a Grécia.

## Estatísticas
Atualizadas até dia 11 de junho de 2022.[carece de fontes?]

### Clubes
| Clubes            | Temporada         | Campeonato Nacional | Campeonato Nacional | Campeonato Nacional | Copa Nacional | Copa Nacional | Copa Nacional | Competições Continentais | Competições Continentais | Competições Continentais | Outros torneios | Outros torneios | Outros torneios | Total | Total | Total   |
| Clubes            | Temporada         | Jogos               | Goals               | Assist.             | Jogos         | Goals         | Assist.       | Jogos                    | Goals                    | Assist.                  | Jogos           | Goals           | Assist.         | Jogos | Gols  | Assist. |
| ----------------- | ----------------- | ------------------- | ------------------- | ------------------- | ------------- | ------------- | ------------- | ------------------------ | ------------------------ | ------------------------ | --------------- | --------------- | --------------- | ----- | ----- | ------- |
| Sevilla           | 2018–19           | 11                  | 1                   | 1                   | 2             | 0             | 0             | —                        | —                        | —                        | —               | —               | —               | 13    | 1     | 1       |
| Sevilla           | 2019–20           | 2                   | 0                   | 0                   | 1             | 0             | 0             | 4                        | 1                        | 1                        | —               | —               | —               | 7     | 1     | 1       |
| Sevilla           | 2020–21           | 1                   | 0                   | 0                   | —             | —             | —             | —                        | —                        | —                        | —               | —               | —               | 1     | 0     | 0       |
| Sevilla           | Total             | 14                  | 1                   | 1                   | 3             | 0             | 0             | 4                        | 1                        | 1                        | 0               | 0               | 0               | 21    | 2     | 2       |
| Leganés           | 2019–20           | 12                  | 1                   | 0                   | 0             | 0             | 0             | —                        | —                        | —                        | —               | —               | —               | 12    | 1     | 0       |
| Leganés           | Total             | 12                  | 1                   | 0                   | 0             | 0             | 0             | 0                        | 0                        | 0                        | 0               | 0               | 0               | 12    | 1     | 0       |
| Eibar             | 2020–21           | 28                  | 4                   | 3                   | 1             | 0             | 0             | —                        | —                        | —                        | —               | —               | —               | 29    | 4     | 4       |
| Eibar             | Total             | 28                  | 4                   | 3                   | 1             | 0             | 0             | 0                        | 0                        | 0                        | 0               | 0               | 0               | 29    | 4     | 4       |
| Tottenham         | 2021–22           | 9                   | 0                   | 0                   | 5             | 0             | 0             | 6                        | 0                        | 1                        | —               | —               | —               | 20    | 0     | 1       |
| Tottenham         | Total             | 9                   | 0                   | 0                   | 5             | 0             | 0             | 6                        | 0                        | 1                        | 0               | 0               | 0               | 20    | 0     | 1       |
| Valência          | 2021–22           | 13                  | 0                   | 1                   | 1             | 0             | 0             | 0                        | 0                        | 0                        | —               | —               | —               | 14    | 0     | 1       |
| Valência          | Total             | 13                  | 0                   | 1                   | 1             | 0             | 0             | 0                        | 0                        | 0                        | 0               | 0               | 0               | 14    | 0     | 1       |
| Total na carreira | Total na carreira | 76                  | 6                   | 5                   | 10            | 0             | 0             | 10                       | 1                        | 2                        | 0               | 0               | 0               | 95    | 7     | 8       |

- a.^ Jogos da Copa del Rey
- b.^ Jogos da Liga Europa da UEFA e Liga Conferência Europa da UEFA
- c.^ Jogos da

## Títulos
Espanha Sub-19
- Campeonato Europeu Sub-19: 2019

Espanha Sub-23
- Medalha de prata nos Jogos Olímpicos: 2020

Sevilla
- Liga Europa da UEFA: 2019–20, 2022–23